# Gorgo al Monticano
Gorgo al Monticano és un municipi italià, dins de la província de Treviso. L'any 2007 tenia 3.977 habitants. Limita amb els municipis de Chiarano, Mansuè, Meduna di Livenza, Motta di Livenza, Oderzo i Pasiano di Pordenone (PN)

## Administració
| Període | Identitat       | Partit          |
| ------- | --------------- | --------------- |
| 2008-   | Firmino Vettori | LN-Lliga Vèneta |